# Niecy Nash

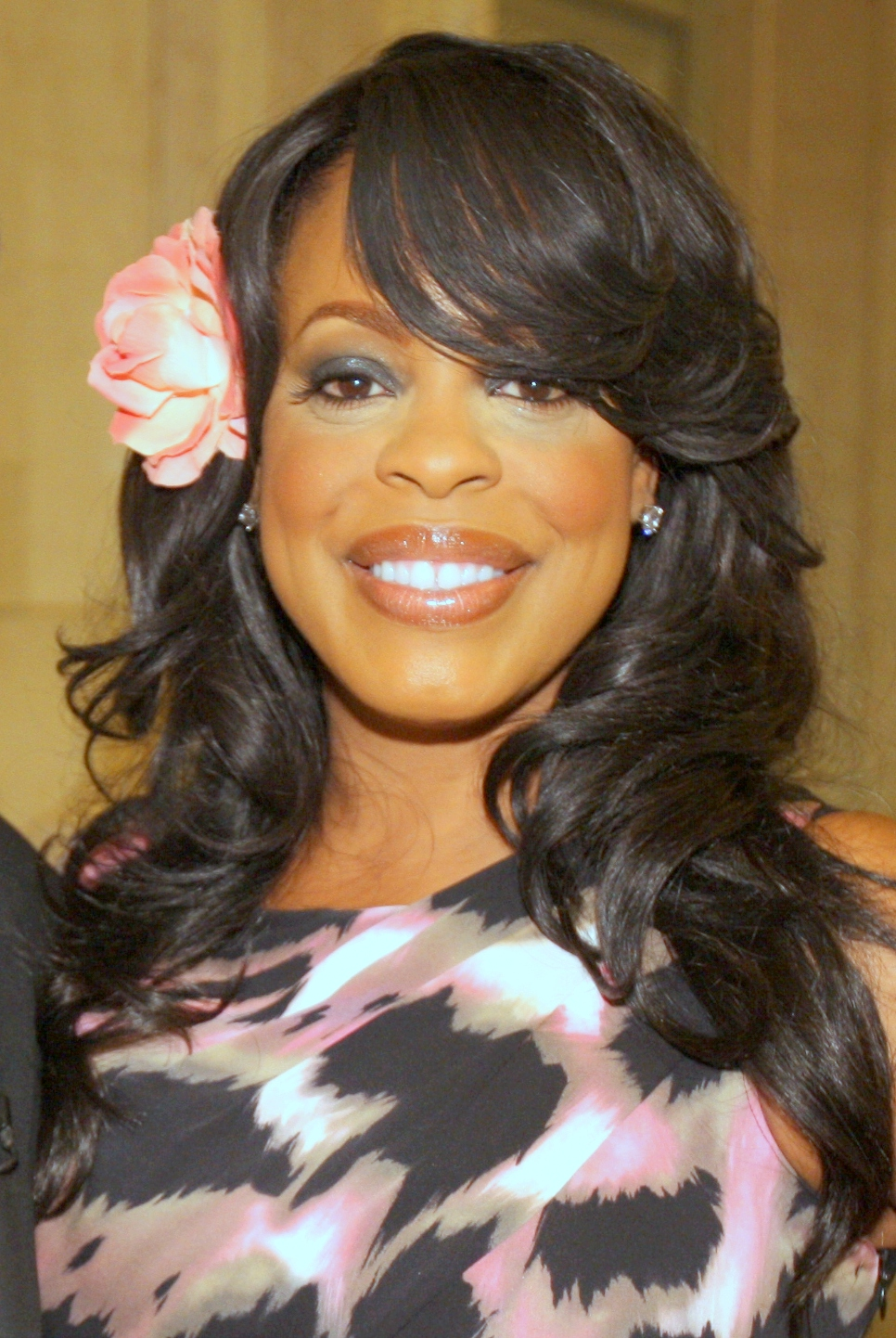
Niecy Nash (2010)

Carol Denise „Niecy“ Nash-Betts (* 23. Februar 1970 als Carol Denise Ensley in Palmdale, Kalifornien) ist eine US-amerikanische Schauspielerin.

## Leben und Karriere
In Palmdale aufgewachsen, besuchte Niecy Nash die California State University und schloss diese mit einem Bachelor in Theater ab. Nash ist die Vorsitzende von M.A.V.I.S. (Mothers Against Violence In Schools). Diese Vereinigung wurde 1993 von ihrer Mutter gegründet, nachdem ihr jüngerer Bruder erschossen worden war.
Bekannt ist Nash für ihre Rolle der Deputy Raineesha Williams in der Serie Reno 911!. Des Weiteren hatte sie längere Auftritte in Kid Notorious, Minoriteam und Do Not Disturb. Nach ihrem Engagement in Reno 911! erschien sie in Gary Unmarried, in sieben Folgen von The LeBrons, in Let’s Talk About Love und in Ben and Kate. Von 2007 bis 2011 lieh sie in fünf Folgen drei verschiedenen Figuren der Serie American Dad sowie in einer Folge der The Cleveland Show ihre Stimme. Von 2012 bis 2016 spielte sie in der TV-Land-Serie The Soul Man die Serienehefrau von Cedric the Entertainer. Eine weitere Hauptrolle hatte sie von 2013 bis 2015 neben Laurie Metcalf in der Serie Getting On – Fiese alte Knochen. Von 2017 bis 2022 folgte die Hauptrolle der Desna Sims in der Fernsehserie Claws. Von 2022 bis 2023 spielte sie die Hauptrolle der Fernsehserie The Rookie: Feds, dem Spin-off der Polizeiserie The Rookie.
Sie war von 1994 bis 2007 mit Don Nash verheiratet. Das Paar hat drei Kinder. Ab 2011 war sie mit Jay Tucker verheiratet, von dem sie sich 2019 scheiden ließ. Im Juli 2018 wurde sie mit einem Stern auf dem Hollywood Walk of Fame geehrt. Im August 2020 verkündete sie, die Sängerin Jessica Betts geheiratet zu haben.

## Filmografie (Auswahl)
- 1996: Party of Five (Fernsehserie, Folge 2x21)
- 1999: Der Junggeselle (The Bachelor)
- 1999: Cookie’s Fortune – Aufruhr in Holly Springs (Cookie’s Fortune)
- 2000: City of Angels (Fernsehserie, 4 Folgen)
- 2000: Popular (Fernsehserie, Folge 1x19)
- 2001: One on One (Fernsehserie, Folge 1x09)
- 2001: New York Cops – NYPD Blue (NYPD Blue, Fernsehserie, Folge 9x06)
- 2001: Für alle Fälle Amy (Judging Amy, Fernsehserie, Folge 3x10)
- 2002: Reba (Fernsehserie, Folge 1x17)
- 2002: Girlfriends (Fernsehserie, Folge 2x21)
- 2002: CSI: Vegas (Crime Scene Investigation, Fernsehserie, Folge 3x08)
- 2003: Raven blickt durch (That’s so Raven, Fernsehserie, Folge 1x17)
- 2003: Emergency Room – Die Notaufnahme (ER, Fernsehserie, Folge 10x09)
- 2003: Kid Notorious (Fernsehserie, 9 Folgen)
- 2003–2009: Reno 911! (Fernsehserie, 88 Folgen)
- 2004: Monk (Fernsehserie, Folge 3x06)
- 2005: Guess Who – Meine Tochter kriegst du nicht! (Guess Who)
- 2005: My Name Is Earl (Fernsehserie, Folge 1x09)
- 2006: Minoriteam (Fernsehserie, 5 Folgen)
- 2007: Code Name: The Cleaner
- 2007–2012: American Dad (American Dad!, Fernsehserie, 5 Folgen, Stimme)
- 2008: Horton hört ein Hu! (Horton Hears a Who!, Stimme)
- 2008: Do Not Disturb
- 2009: Selbst ist die Braut (The Proposal)
- 2009: G-Force – Agenten mit Biss (G-Force)
- 2010: Gary Unmarried (Fernsehserie, 2 Folgen)
- 2010: The Cleveland Show (Fernsehserie, Folge 2x07, Stimme)
- 2010: The LeBrons (Fernsehserie, 7 Folgen)
- 2012: Let’s Talk About Love (Fernsehserie, 2 Folgen)
- 2012–2016: The Soul Man (Fernsehserie, 54 Folgen)
- 2013: Ben and Kate (Fernsehserie, Folge 1x15)
- 2013: Nurse 3D
- 2013–2015: Getting On – Fiese alte Knochen (Getting On, Fernsehserie, 18 Folgen)
- 2014: Selma
- 2015–2016: Scream Queens (Fernsehserie, 15 Folgen)
- 2016: Brooklyn Nine-Nine (Fernsehserie, Folge 3x13)
- 2016: Masters of Sex (Fernsehserie, 5 Folgen)
- 2017: Modern Family (Fernsehserie, Folge 8x20)
- 2017: Angie Tribeca (Fernsehserie, Folge 3x10)
- 2017: Downsizing
- 2017–2022: Claws (Fernsehserie, 40 Folgen)
- 2018: Fresh Off the Boat (Fernsehserie, Folge 4x11)
- 2018: Mr. Griffin – Kein Bock auf Schule (A.P. Bio, Fernsehserie, Folge 1x02)
- 2018: Speechless (Fernsehserie, Folge 3x08)
- 2018–2019: Family Guy (Fernsehserie, 3 Folgen, Stimme)
- 2019: When They See Us (Miniserie, 4 Folgen)
- 2020: Mrs. America (Miniserie)
- 2020–2021: The Masked Singer (Fernsehsendung, Gastjurorin Folge 4x07; Moderatorin Folge 5x01–5x05)
- 2020: Uncorked
- 2020–2023: Noch nie in meinem Leben … (Never Have I Ever, Fernsehserie, 16 Folgen)
- 2022: Reno 911!: It’s a Wonderful Heist (Fernsehfilm)
- 2022: Beauty
- 2022: Dahmer – Monster: Die Geschichte von Jeffrey Dahmer (Dahmer – Monster: The Jeffrey Dahmer Story, Miniserie)
- 2022–2023: The Rookie (Fernsehserie, 4 Folgen)
- 2022–2023: The Rookie: Feds (Fernsehserie, 22 Folgen)
- 2023: Origin

## Auszeichnungen und Nominierungen
Golden Globe Award
- 2023: Nominierung als Beste Nebendarstellerin – Miniserie, Anthologie-Serie oder Fernsehfilm für Dahmer – Monster: Die Geschichte von Jeffrey Dahmer

Primetime Emmy Award
- 2015: Nominierung als „Beste Nebendarstellerin in einer Comedyserie“ für Getting On – Fiese alte Knochen
- 2016: Nominierung als „Beste Nebendarstellerin in einer Comedyserie“ für Getting On – Fiese alte Knochen
- 2019: Nominierung als „Beste Hauptdarstellerin in einer Miniserie oder Fernsehfilm“ für When They See Us
- 2023: „Beste Nebendarstellerin in einer Miniserie oder Fernsehfilm“ für Dahmer – Monster: Die Geschichte von Jeffrey Dahmer

Daytime Emmy Award
- 2009: Nominierung als „Outstanding Special Class Special“ für Clean House
- 2009: Nominierung als „Outstanding Lifestyle Program“ für Clean House
- 2010: Auszeichnung als „Outstanding Special Class Special“ für Clean House
- 2010: Nominierung als „Outstanding Lifestyle Program“ für Clean House